# Bodoki család
A sepsibodoki Bodoki család tősgyökeres erdélyi székely család, melynek a 19. században békésmegyében élő ágát még Henter-nek hívták, akik számon tartották sepsibodoki eredetüket.

## Története
A bodoki Henter család első írásbeli említése 1588-ból való. A családfán szereplő első ismert ős az 1670 körül még Sepsibodokon élő I. György volt.

### I. György fiai
- I. Mihály - 1662-ben született - kuruc hadnagy lett.
- János Nagyenyed-en élt, mint csizmadia
- Benedek (született 1665 körül.

### Benedek fiai
- László
- Ferenc - református prédikátor lett
- Péter (született 1690 körül) - Rákóczi Ferenc seregében katonáskodott, majd Szatmár megyében, Kőszegremetén telepedett le.

### Péter fia
- I. Márton (1715-1781) lelkész lett. Técsőn szolgált 1739-től egészen haláláig, közben a máramarosi református egyházmegyében viselt egyházmegyei esperesi tisztséget is (1762-1777).

I. Márton fia, II. Márton (1742-1800 körül) ugyancsak református pap lett; előbb Gencsen, majd Börvelyen. 

### II. Márton fiai
- Bodoki Henter Mihály (II. Mihály) (1782–1838 - földmérő mérnök (az ő fiai már csak a Bodoki nevet használták) a fiai:
- Károly (1814-1868)
- Lajos (1833-1855),

### Lajos fiai
- Lajos
- Mihály (1861-1904);  gyermekei:  Lajos (1899-1944) és Jolán (1904-1971)
- Zoltán (1864-1905); gyermekei: Bodoky Gedeon (1895-198.?), Bodoky Ilona (1896-194.?), Bodoky Mária (1897-1989), Bodoky Adél(189.?-198.?)

### A Bodoky Henterek
- Bodoki Henter Márton (III. Márton) - falusi nótárius
- Bodoki Henter György (II. György) - falusi nótárius